# Jean Saint-Fort Paillard
Jean Gérard Saint-Fort Paillard (ur. 4 sierpnia 1913 w Saint-Cyr-l’École, zm. 16 stycznia 1990 w Pebble Beach) – francuski jeździec sportowy. Złoty medalista olimpijski z Londynu.
Startował w konkurencji ujeżdżenia. Igrzyska w 1948 były jego pierwszą olimpiadą, brał udział również w IO 52 i IO 56. W konkursie indywidualnym zajął szóste miejsce, triumfował – po dyskwalifikacji Szwedów – w drużynie. Partnerowali mu André Jousseaume i Maurice Buret.